# Aerodramus manuoi
La salangana de Mangaia (Aerodramusa manuoi) es una especie extinta de ave apodiforme de la familia Apodidae endémica de Mangaia, en las islas Cook. Se extinguió en época prehistórica. Está cercanamente emparentada con la salangana de las Cook (Aerodramus sawtelli) de Atiu, la isla vecina a Mangaia, aunque posiblemente era ligeramente más grande.
Se ha descrito a partir de seis huesos fósiles procedentes de depósitos del Holoceno entontrados en cuevas de la isla de Mangaia. El coracoides y el carpometacarpo de la nueva especie son mayores y de forma muy diferente a los de la especie existente en Atiu. Es la primera especie del género Aerodramus descrita a partir de fósiles.